# Catedrala din Oviedo
Catedrala din Oviedo (în spaniolă Catedral Metropolitana Basílica de San Salvador), cu hramul Sfântul Mântuitor (San Salvador), este un lăcaș de cult a cărui construcție a început în secolul al VIII-lea, în stil romanic. Din prima perioadă a edificării se mai păstrează câteva părți, însă per ansamblu construcția este în stil gotic.